# VC Neuwied 77
Der Volleyballclub Neuwied ’77 e. V. ist ein Sportverein aus Neuwied, dessen Volleyball-Frauenmannschaft von 2021 bis 2024 in der ersten Bundesliga vertreten war.

## Vereinsgeschichte
Der Gründer und langjährige Leiter der Volleyballabteilung des TV Niederbieber Günter Ross sowie der Verantwortliche für die Pressearbeit des Vereins Klaus Blum traten Anfang 1977 aus dem Sportclub aus und gründeten gemeinsam mit Dr. Peter von Becker, Gerd Baulig, Raimund Lepki, Günter Roth, Werner Scheele, Claire Seemann, Horst Seemann und Harro Spitzer am 23. Februar 1977 im Haus Seemann in Niederbieber den VC 77 Neuwied. Zum ersten Vorsitzenden wurde Dr. von Becker gewählt. Die erste Satzung konnte am 3. März 1977 fertiggestellt werden, die Eintragung ins Vereinsregister erfolgte am 19. April. Am 10. Mai wurde der Club in den Sportbund Rheinland aufgenommen. Grün und Rot wurden als Vereinsfarben bestimmt. Im Juni veranstaltete der VCN ein Mixed-Turnier, an dem 36 Mannschaften teilnahmen. Das Event, das in den folgenden 14 Jahren zu einem festen Bestandteil des Veranstaltungskalenders wurde, startete 1986 mit der Rekordteilnehmerzahl von 65 Mannschaften. Am 9. Juli 1977 fand die erste Mitgliederversammlung statt, die Mitgliederzahl betrug zu diesem Zeitpunkt 77. Eine erste Ausgabe der Vereinszeitung wurde im November desselben Jahres aufgelegt. Etwa zur gleichen Zeit wurde mit der Anlage eines Fotoarchivs begonnen. Im darauf folgenden Jahr meldete der Volleyballclub Mannschaften zum Punktspielbetrieb an. 1980 übernahm der VC Neuwied die Organisation eines Länderspiels der Männer zwischen Deutschland und Frankreich, das im September in der Rhein-Wied-Halle ausgetragen wurde. Im Juni 1982 wurde eine Surfabteilung gegründet. Im gleichen Jahr erreichte zum ersten Mal eine Volleyballmannschaft des Vereins die Teilnahme an den nationalen Meisterschaften. Die weibliche A-Jugend trat mit der ersten deutschen Auswahlspielerin des VCN 77 Sabine Rick in Berlin an. Im April 1988 entstand eine Tennisabteilung im Sportclub. Diese Sparte existierte auch noch 2015, während die Surfabteilung und die in den Anfangsjahren des Vereins entstandenen Coronarsport und Gesundheitspark aufgelöst wurden. Die Tennisabteilung wurde im Jahr 2019 aufgelöst.

## Frauen I

### Team
Der Kader für die Saison 2023/24 besteht bisher aus folgenden Spielerinnen.
| Name                 | Nr. | Nation      | Größe  | Geburtsdatum  | Position | im Verein seit | Vertrag bis |
| -------------------- | --- | ----------- | ------ | ------------- | -------- | -------------- | ----------- |
| Laura Berger         | 12  | Deutschland | 1,92 m | 12. Nov. 2002 | MB       |                | 2024        |
| Laura Broekstra      | 11  | Deutschland | 1,91 m | 3. Jan. 1997  | MB       |                | 2024        |
| Carla Fuchs          | 1   | Deutschland | 1,81 m | 18. Aug. 2004 | Z        |                | 2024        |
| Anna Hartig          | 15  | Deutschland | 1,91 m | 8. Dez. 2000  | MB       |                | 2024        |
| Elisabeth Kettenbach | 10  | Deutschland | 1,74 m | 28. Jan. 2001 | Z        |                | 2024        |
| Finja Kurtz          | 6   | Deutschland | 1,90 m | 10. Mai 2006  | D        |                | 2024        |
| Maya Sendner         | 16  | Deutschland | 1,90 m | 16. Mai 2004  | MB       |                | 2024        |
| Klara Single         | 14  | Deutschland | 1,65 m | 12. Jan. 2000 | L        |                | 2024        |
| Lydia Stemmler       | 13  | Deutschland | 1,85 m | 20. Juli 2001 | D        |                | 2024        |
| Amelie Strothoff     | 2   | Deutschland | 1,88 m | 21. Apr. 2005 | AA       |                | 2024        |
| Kristin vom Schemm   | 7   | Deutschland | 1,82 m | 16. Jan. 1998 | MB       |                | 2024        |

Positionen: AA = Annahme/Außen, D = Diagonal, L = Libero, MB = Mittelblock, Z = Zuspiel
Cheftrainer ist Tigin Yaglioglu. Er wird unterstützt von den Co-Trainern Michel Beautier und Ralf Monschauer. Für die medizinische Betreuung sind die Ärzte Axel und Jan Rütz und Felix Post sowie vier Physiotherapeuten zuständig.

### Geschichte
Im Jahr 1979 wechselte die Regionalligamannschaft des TV Niederbieber zum VCN. Coach des Teams war Rainer Grathwohl, Nach dem vorläufigen Ende seiner Trainertätigkeit stieg die Mannschaft 1982 in die Oberliga ab. Mit Rückkehrer Gratwohl konnte 1984 der Wiederaufstieg realisiert werden. Nachdem sich der Erfolgstrainer endgültig verabschiedete, kämpfte das Aushängeschild des Vereins nach einigen erfolglosen Spielzeiten 1989 in der Rheinland-Liga um Punkte. 2001 musste sogar der Abstieg in die Bezirksliga in Kauf genommen werden.
In den folgenden Jahren konnte sich das Frauenteam kontinuierlich verbessern, sodass 2009 der Wiederaufstieg in die Regionalliga Südwest gelang. Nach einem siebten Platz 2009/10, dem vierten Rang im darauf folgenden Spieljahr und einem weiteren siebten Platz in der Saison 2011/12 konnte sich das Team des VCN 77 für die neugeschaffene Dritte Liga qualifizieren. In der Premierensaison wurden die Frauen aus Neuwied Vierter, 2014 landete die Mannschaft auf dem sechsten Platz und 2015 wurden die Deichstadtvolleys Meister der dritten Liga Süd und damit Aufsteiger in die 2. Bundesliga.
- Die Spielzeit 2015/16 wurde mit Platz 3 in der 2. Volleyball-Bundesliga Süd unter Trainer Milan Kocian beendet.
- Die Spielzeit 2016/17 wurde mit Platz 5 in der 2. Volleyball-Bundesliga Süd unter Trainer Milan Kocian beendet.
- Die Spielzeit 2017/18 wurde mit Platz 6 in der 2. Volleyball-Bundesliga Süd unter Trainer Bernd Werscheck beendet.
- Die Spielzeit 2018/19 wurde mit Platz 3 in der 2. Volleyball-Bundesliga Süd unter Trainer Bernd Werscheck beendet.
- Die Spielzeit 2019/20 wurde mit Platz 4 in der 2. Volleyball-Bundesliga Süd (bei Saisonabbruch) unter Trainer Dirk Groß beendet.
- Die Spielzeit 2020/21 wurde mit Platz 1 in der 2. Volleyball-Bundesliga Süd und dem Aufstieg in die 1. Volleyball-Bundesliga unter Trainer Dirk Groß beendet.[10][11]